# Accipiter princeps
L'astore della Nuova Britannia (Accipiter princeps Mayr, 1934) è un uccello rapace della famiglia degli Accipitridi.

## Descrizione
È un rapace di media taglia, lungo 38–45 cm e con un'apertura alare di 75–86 cm.

## Biologia
Le sue abitudini alimentari sono poco conosciute. È stato osservato in natura mentre predava un esemplare di tordo delle Bismarck (Zoothera talaseae), mentre l'analisi del contenuto dello stomaco di un esemplare catturato ha evidenziato i resti di diverse specie di insetti.

## Distribuzione e habitat
La specie è un endemismo della Nuova Britannia, l'isola più grande dell'Arcipelago di Bismarck, amministrativamente  appartenente della Papua Nuova Guinea.

## Conservazione
La Lista rossa IUCN classifica Accipiter princeps come specie vulnerabile (Vulnerable).